# George Miller

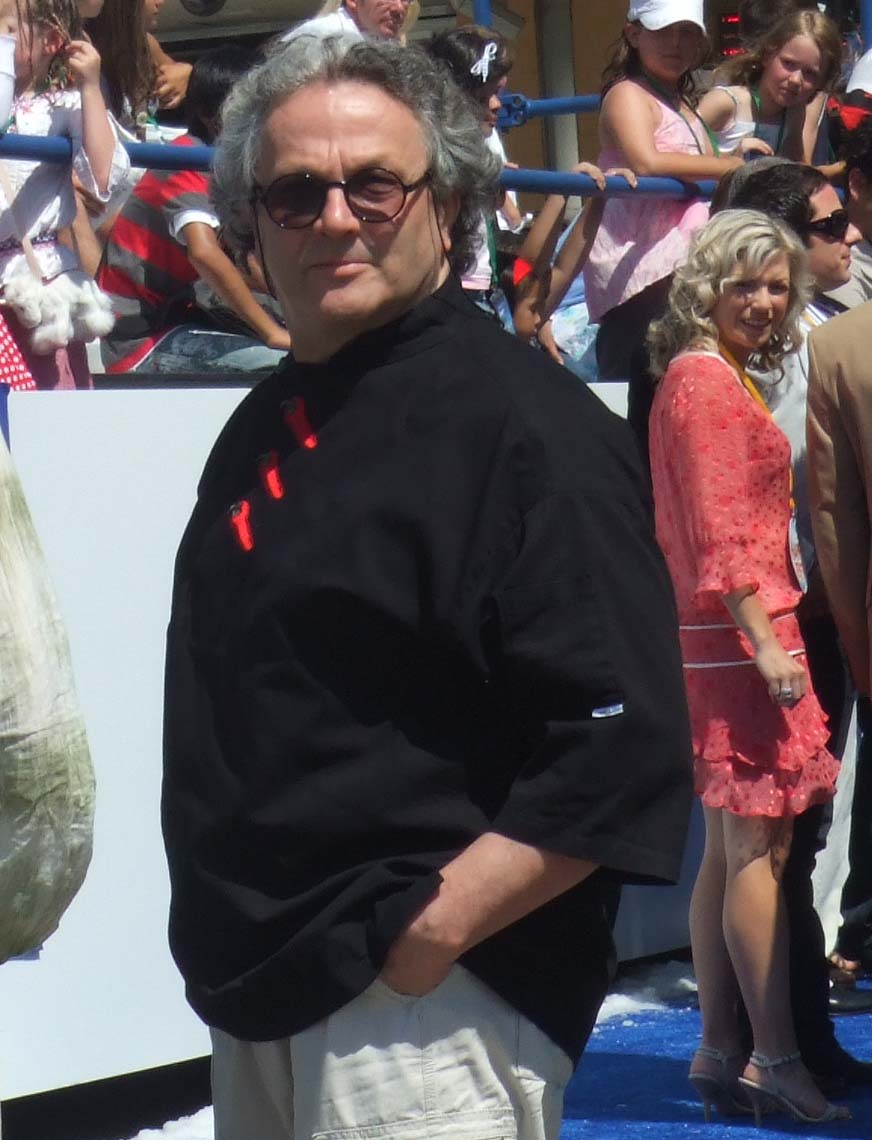
George Miller

George Miller (n. 3 martie 1945, Brisbane, Queensland) este un regizor australian, scenarist, producător și fost medic. Este cel mai cunoscut pentru munca sa la seria Mad Max, dar a fost implicat și în alte proiecte cum ar fi filmele pentru familie care au câștigat premiul Oscar: Happy Feet și Babe.

## Filmografie
| An   | Film                            | Creditat ca                                                    |
| ---- | ------------------------------- | -------------------------------------------------------------- |
| 1979 | Mad Max                         | regizor, scenarist, producător                                 |
| 1980 | The Chain Reaction              | regizor (secvențele cu urmăriri de mașini), producător asociat |
| 1981 | Mad Max 2: The Road Warrior     | regizor, scenarist, producător, editor                         |
| 1983 | Nightmare At 20,000 Feet        | Co-regizor, scenarist, producător                              |
| 1983 | The Dismissal (TV)              | regizor, scenarist, producător                                 |
| 1985 | Anzacs (serial TV)              | regizor                                                        |
| 1985 | Mad Max Beyond Thunderdome      | regizor, scenarist, producător                                 |
| 1987 | The Witches of Eastwick         | regizor, scenarist, Executive producător                       |
| 1987 | The Year My Voice Broke         | producător                                                     |
| 1988 | Goodbye, Miss 4th of July       | regizor                                                        |
| 1989 | Dead Calm                       | producător                                                     |
| 1991 | Flirting                        | producător                                                     |
| 1992 | Lorenzo's Oil                   | regizor, scenarist, producător                                 |
| 1995 | Babe                            | scenarist, producător                                          |
| 1997 | 40,000 Years of Dreaming        | regizor, scenarist, narator                                    |
| 1998 | Babe: Pig In the City           | regizor, scenarist, producător                                 |
| 2006 | Happy Feet                      | regizor, scenarist, producător                                 |
| 2011 | Happy Feet 2                    | regizor, producător, scenarist                                 |
| 2015 | Mad Max: Fury Road              | regizor, producător, scenarist                                 |
| 2022 | Three Thousand Years of Longing | regizor, producător, scenarist                                 |
| 2024 | Furiosa: A Mad Max Saga         | regizor, producător, scenarist                                 |